# Trolejbusy w Cziaturze
Trolejbusy w Cziaturze − zlikwidowany system komunikacji trolejbusowej w gruzińskim mieście Cziatura.
Trolejbusy w Cziaturze uruchomiono 7 listopada 1967. Wówczas uruchomiona linia miała długość 9 km. W 1969 wydłużono linię o 7 km. Trasa trolejbusowa o łącznej długości 16 km połączyła Cziaturę z Sachkhere. W 1979 linię obsługiwało 12 trolejbusów. W 1999 linię obsługiwało 6 trolejbusów z częstotliwością co 30 minut. Linię zamknięto w 2008.

## Tabor
Do obsługi linii eksploatowano trolejbusy Škoda 9Tr, Škoda 14Tr (5 sztuk) i jeden techniczny trolejbus KTG-1. Trolejbusy Škoda 14Tr w 2005 sprowadzono z Tbilisi.